# Giovanni Ferrero (chef d'entreprise)
Pour les articles homonymes, voir Giovanni Ferrero et Ferrero (homonymie).
Giovanni Ferrero, né le 21 septembre 1964 à Farigliano (en Italie), est un entrepreneur italien. Il est l'unique administrateur délégué de l'entreprise agroalimentaire Ferrero, spécialisée dans la confiserie, depuis la mort de son frère Pietro en 2011. Son patrimoine personnel est estimé à 20,6 milliards de dollars en 2018 selon Forbes et à 34,7 milliards en 2021, et 43,8 milliards de dollars en 2024 selon Forbes.

## Biographie
Giovanni Ferrero est né en 1964 de Maria Franca Fissolo et Michele Ferrero, propriétaire de la multinationale de confiserie Ferrero. Il est le petit-fils de Pietro Ferrero, fondateur de l’entreprise.

## Éducation
En 1975, il étudie à l'institut Saint-Joseph (chimie)[réf. nécessaire] et à l'École européenne à Bruxelles puis déménage aux États-Unis, où il a étudié le marketing au Lebanon Valley College (en). Après avoir terminé ses études, il retourne en Europe pour travailler dans l'entreprise familiale.

## Carrière
En 1997, il en devient directeur général avec son frère Pietro ; et après la mort de celui-ci en 2011, il dirige seul la société. En 2017, il quitte ses fonctions de directeur général, mais reste président du conseil d'administration pour se concentrer sur la stratégie d'entreprise. Il réside en Belgique.
Michele Ferrero est décédé en 2015, laissant l'entreprise uniquement entre les mains de Giovanni.

## Décoration
- Chevalier grand-croix de l'ordre du Mérite de la République italienne (29 juillet 2011)

## Publications
- Marketing progetto 2000. La gestione della complessità, 1990
- Stelle di tenebra, Mondadori, 1999
- Campo Paradiso, Rizzoli, 2007
- Il canto delle farfalle, Rizzoli, 2010